# Société camerounaise de dépôts pétroliers
La Société camerounaise de dépôts pétroliers (SCDP) est une société d’économie mixte dont le capital est constitué à 51% de capitaux publics et à 49% de capitaux privés. Placée sous la tutelle technique du Ministère de l’Eau et de l’Energie la SCDP est à ce jour, l'unique entreprise assurant le stockage et la distribution en produits pétroliers sur l’ensemble du territoire camerounais,.

## Historique
La Société camerounaise de dépôts pétroliers a été créée le 1er juillet 1979 pour pallier les problèmes fréquents d’approvisionnement en produits pétroliers sur le sol camerounais. Après sa création, la SCDP est dès lors chargé de la gestion des installations et du stockage des hydrocarbures des sociétés de distribution de produits pétroliers installées au Cameroun. Son chiffre d'affaires est de ce fait composé de parts d'actionnaires publics à 51% et à 49% par les marketers.
Initialement basée à Douala, en 2015 la SCDP inaugure le nouveau son site à Yaoundé à Nsam. À la suite de l'incendie de la Société Nationale de Raffinerie (SONARA) le 31 mai 2019, la SCDP devient l'unique entreprise en charge des produits pétroliers du Cameroun.
La SCDP, une entreprise mixte florissante avec un chiffre d'affaires de plusieurs milliards de FCFA connait au cours de son évolution des évènements qui marquent également son histoire. Il s'agît notamment de la catastrophe de Nsam survenue le 14 février 1998 à la suite de la collision de deux de ses wagons et qui aurait causée plus de 300 victimes,.

## Missions
Conformément aux dispositions de ses statuts, la mission principale de la SCDP est de satisfaire la clientèle camerounaise en mettant à la disposition de celle-ci, de façon équitable et continue, des produits pétroliers de qualité supérieure et en quantité suffisante,. 
La SCDP est chargée de l’achat des produits pétroliers raffinés à l’étranger, de leur stockage et enfin de leur distribution dans tout le triangle national. Elle garantit la qualité et la disponibilité des produits pétroliers et sécurise les approvisionnements.
Elle conserve les stratégiques de l’Etat du Cameroun tout en assurant le respect des procédures administratives fiscales et douanières dans le domaine pétrolier. Elle sécurise les approvisionnements et collecte, pour le compte de l’Etat, la Taxe spéciale sur les produits pétroliers (TSPP).